# Трофимов, Николай Игнатьевич
Николай Игнатьевич Трофимов (9 мая 1915, село Мальцева Курья Сростинской волости Бийского уезда Томской губернии — 16 ноября 1941, разъезд Дубосеково, Московская область) — Герой Советского Союза (посмертно), участник знаменитого боя 28 героев-панфиловцев в битве за Москву  16 ноября 1941 года. Стрелок 4-й роты 2-го батальона 1075-го стрелкового полка 316-й стрелковой дивизии 16-й армии Западного фронта, красноармеец.

## Биография
Николай Трофимов родился в селе Мальцева Курья Бийского уезда Томской губернии (ныне — Бийского района Алтайского края), в крестьянской семье. Русский.
Окончил 4 класса, работал каменщиком.
В Красную Армию призван в 1941 году. В действующей армии с августа 1941 года.
16 ноября 1941 года красноармеец Николай Трофимов в бою у разъезда Дубосеково Волоколамского района Московской области в составе группы истребителей танков во главе с политруком В. Г. Клочковым и сержантом И. Е. Добробабиным участвовал в отражении многочисленных атак танков и пехоты противника.
Группа, вошедшая в историю битвы под Москвой и Великой Отечественной войны, как 28 героев-панфиловцев, уничтожила восемнадцать вражеских танков. Николай Трофимов погиб в этом бою. Похоронен в братской могиле у деревни Нелидово Волоколамского района Московской области.
Указом Президиума Верховного Совета СССР «О присвоении звания Героя Советского Союза начальствующему и рядовому составу Красной Армии» от 21 июля 1942 года за «образцовое выполнение боевых заданий командования на фронте борьбы с немецкими захватчиками и проявленные при этом отвагу и геройство» удостоен звания Героя Советского Союза.

## Память
- В помещении нелидовского сельского клуба открыт посвящённый Героям музей.
- В 1966 году в Москве в честь панфиловцев была названа улица в районе Северное Тушино, где установлен монумент.
- В их честь в 1975 году также был сооружен мемориал в Дубосеково.
- В деревне Нелидово (1,5 км от разъезда Дубосеково), установлен памятник и открыт Музей героев-панфиловцев.
- В городе Алма-Ата, родном для панфиловцев, есть парк имени 28 гвардейцев-панфиловцев, в котором расположен монумент в их честь.
- Упоминание о 28 «самых храбрых сынах» Москвы вошло также в песню «Дорогая моя столица», ныне являющуюся гимном Москвы.
- В городе Бийске у мемориала Славы установлен бюст Николая Трофимова, в его честь названа улица Трофимова, одна из центральных улиц города Бийска.

- «Мемориал Героям Панфиловцам» у разъезда Дубосеково.
- Имя Н. И. Трофимова высечено на плите мемориального комплекса «Воинам-сибирякам».
- Мемориальный комплекс «Воинам-сибирякам», Ленино-Снегирёвский военно-исторический музей.